# Vincere insieme
Vincere insieme (The Cutting Edge) è una commedia sportiva-romantica statunitense del 1992 diretta da Paul Michael Glaser, uno degli attori protagonisti della serie televisiva Starsky & Hutch, e scritta da Tony Gilroy. Il film parla di una pattinatrice ricca e viziata (interpretata da Moira Kelly) che viene accoppiata con un giocatore di hockey su ghiaccio infortunato (interpretato da D.B. Sweeney) per delle gare di pattinaggio artistico olimpico. Gareggiando alle Olimpiadi invernali del 1992 ad Albertville, in Francia, hanno un faccia a faccia culminante contro una coppia sovietica. Il film ha dato il via ad una serie, andando ad includere numerosi sequel. Il film è stato girato principalmente a Toronto e Hamilton, Ontario, Canada. Il film è diventato un noto classico dei film cult. La pellicola nonostante ciò non ha avuto un gran successo al botteghino.

## Trama
Doug Dorsey è un ottimo giocatore di Hockey sul ghiaccio ma a causa di un incidente, durante una partita, perde un angolo visivo dell'occhio ed è costretto ad abbandonare il suo sport e a rinunciare al suo sogno di diventare un professionista. Attraversa un periodo non troppo felice tra un lavoro saltuario e l'altro fino a quando non viene contattato da un allenatore russo di pattinaggio artistico, Anton Pamchenko, che gli propone di tornare sul ghiaccio. Dovrebbe allenarsi e gareggiare con una pattinatrice, Kate Moseley, che pur essendo bravissima, non riesce a trovate un compagno adatto. Kate è una ragazzina molto viziata dal padre Jack che la spinge in ogni modo alla conquista della medaglia Olimpica, l'unico trofeo che le manca. Tra litigi e incomprensioni, i due iniziano a pattinare insieme fino a raggiungere una completa sintonia che sboccia in un sentimento inaspettato. La coppia parteciperà ai giochi Olimpici con la squadra americana trionfando con la forza dell'amore.

## Seguiti
Il film ha avuto tre seguiti usciti per la trasmissione sulla ABC Family e il mercato homevideo.
- In due per la vittoria (The Cutting Edge: Going for the Gold) regia di Sean McNamara (2006)
- Inseguendo la vittoria (The Cutting Edge 3: Chasing the Dream) regia di Stuart Gillard (2008)
- Vincere insieme (The Cutting Edge: Fire & Ice) regia di Stephen Herek (2010)